# Svetli Yar
Svetli Yar (ruso: Све́тлый Яр) es un asentamiento de tipo urbano de Rusia, capital del raión homónimo en la óblast de Volgogrado.
En 2021, el territorio del asentamiento tenía una población de 11 405 habitantes, de los cuales 11 322 vivían en el propio asentamiento y el resto repartidos en cuatro pedanías rurales: los jutorá de Barbashi y Gromki y los posiolki de Krasnoflotski y Sadovi.
Se ubica en la periferia suroriental de la capital regional Volgogrado, junto a la orilla meridional del río Volga. De aquí sale la carretera R22, que lleva hacia el sureste hasta Astracán siguiendo la orilla derecha de dicho río.

## Historia
Se asienta en los alrededores de una antigua isla fluvial del Volga llamada "Tatyaninski" (Татьянинский), que en el siglo XVIII era una fortaleza mediante la que los cosacos defendían la ruta postal de Tsaritsyn a Chorni Yar. En 1785, Pável Potiomkin promovió la fundación del pueblo (seló) de Svetli Yar como parada de dicha ruta postal por carretera. Se fundó en el límite entre el uyezd de Tsaritsyn, que unos años más tarde formaría parte de la gobernación de Sarátov, con el de Chorni Yar, en la gobernación de Astracán, por lo que en varias ocasiones el pueblo pasó de una gobernación a otra.
En las primeras décadas del siglo XIX, debido a varios desplazamientos de tierra del entorno fluvial, la isla perdió el canal que la separaba de la tierra y el pueblo comenzó a inundarse; debido a ello, en 1833 Svetli Yar se desplazó a su actual ubicación. En 1834, el nuevo pueblo aumentó su población con más de cuarenta familias llegadas desde el uyezd de Biriuch de la gobernación de Vorónezh. En 1928, al definirse los raiones del krai del Bajo Volga, Svetli Yar pasó a formar parte de un raión con sede en Krasnoarmeiski, localidad que en 1931 pasó a ser un barrio de Stalingrado; el "raión de Krasnoarmeiski" siguió existiendo, con sede provisional en Bolshiye Chapúrniki, hasta que en 1949 se decidió que Krasni Yar pasaría a ser la capital del raión. Krasni Yar adoptó el estatus de asentamiento de tipo urbano en 1959 y da su topónimo al raión desde 1960.
En la década de 1970 se abrió aquí, en un programa de "propaganda Udárnik" del Komsomol, la mayor fábrica del mundo de concentrados de vitaminas y proteínas. Duró solamente dos décadas por su baja productividad económica, y tras la disolución de la Unión Soviética se ha reutilizado la parte de las instalaciones no destruida en diversas actividades de menor tamaño, como una refinería de petróleo, una empresa de transporte y una nueva empresa biotecnológica.